# Juras
Juras, właściwie Jerzy Wroński (ur. 15 lutego 1981) – polski raper, producent muzyczny oraz kick-bokser, pochodzący z Warszawy. Wielokrotny mistrz Polski, wicemistrz świata i zdobywca Pucharu Świata w kick-boxingu.

## Działalność artystyczna
Wroński działalność artystyczną rozpoczął pod koniec lat 90. Początkowo występował w grupie WSP (Wspólnicy Śródmieście Południowe) wraz z którą nagrał wydany nakładem R.R.X. album pt. Wspólnicy. W 2004 roku rozpoczął współpracę wraz Michałem „Wigorem” Dobrzańskim, członkiem Mor W.A., tworząc z nim duet. Współpraca zawiązała się całkiem nieoczekiwanie, kiedy w 2004 roku Juras rozpoczął pracę nad solowym projektem, a Wigor zaproponował mu realizację nagrań w studio „Drugi Dom”. Wtedy powstał pomysł stworzenia wspólnego projektu. Obaj raperzy w naturalny sposób stworzyli kolejne produkcje. Jedyny album duetu zatytułowany Wysokie loty ukazał się we wrześniu 2005 roku. Przy tworzeniu albumu obaj współpracowali z Waco, który był odpowiedzialny za miksowanie i mastering. Duet promował album m.in. na koncertach w Stanach Zjednoczonych w marcu 2006 i w listopadzie 2007. Wcześniej, w 2006 roku wraz z Marcinem „Korasem” Korczakiem, powołał projekt Pokój z Widokiem na Wojnę. Wspólnie w 2010 roku wydali album pt. 2010. W swojej twórczości raper tworzył utwory o tematyce historyczno-patriotycznej: „63 dni chwały” na albumie Droga, „Młody Polak” na albumie 2010, „W imię ojca i syna” na albumie Droga wojownika, „Testament żołnierzy AK” na albumie Biało-czerwone serce. 8 czerwca 2013 w Krakowie wraz z innymi artystami hiphopowymi wziął udział w koncercie pod nazwą „Tajne komplety”, zorganizowanym przez rapera Tadka i oddział Instytutu Pamięci Narodowej, stanowiącym połączenie wykonanej muzyki hip-hopowej i przekazanych treści z zakresu historii Polski.

## Kariera sportowa
Przez lata był zawodnikiem amatorskiego kick-boxingu. Został dziesięciokrotnym mistrzem Polski (2005–2009, 2012–2016), czterokrotnym wicemistrzem Świata (Węgry-Segedyn 2005, Serbia-Belgrad 2007, Turcja-Alanya 2013, Belgrad- Serbia 2015) oraz pięciokrotnym zdobywcą Pucharu Świata WAKO (Węgry-Segedyn 2008) w formule light contact w kategorii 74 kg (Austria-Innsbruck 2011) w formule K1 w kategorii 75 kg oraz w formule kick light w kategorii 74 kg (Węgry-Segedyn 2014, Austria-Innsbruck 2015, Włochy-Rimini 2016). W 2008 został także mistrzem Polski w full contact w kat. 71 kg.
W kwietniu 2011 zadebiutował w formule K-1, gdy zwyciężył w Innsbrucku w Pucharze Świata w kat. 75 kg. W finale turnieju pokonał przez jednogłośną decyzję sędziów Fina Mikko Tirronena. 1 maja 2011 roku odniósł zwycięstwo na Międzynarodowym Pucharze Polski w Węgrowie (K-1, kat. 75 kg).
W swojej karierze m.in. reprezentował barwy klubów: KS Piaseczno, AZS Politechnika Warszawa oraz Palestra Warszawa. Prowadzi również własną szkółkę kickboxingu „Street Fighter”.
Został zawodowym kickboxerem (bilans walk: 9 zwycięstw i 3 porażki).

## Tytuły mistrzowskie
| Rok  | Zawody                                                          | Miejsce           | Formuła       | Drużyna           | Kategoria wagowa | Wynik         | Źródło |
| ---- | --------------------------------------------------------------- | ----------------- | ------------- | ----------------- | ---------------- | ------------- | ------ |
| 2005 | Mistrzostwa Polski Seniorów w Kick-boxingu                      | Piaseczno         | light contact | KS Piaseczno      | do 74 kg         | złoty medal   | [ 21 ] |
| 2005 | Mistrzostwa Świata – WAKO Senior World Kickboxing Championships | Segedyn           | light contact | KS Piaseczno      | do 74 kg         | srebrny medal | [ 22 ] |
| 2006 | Mistrzostwa Polski Seniorów w Kick-boxingu                      | Krynica-Zdrój     | light contact | KS Piaseczno      | do 74 kg         | złoty medal   | [ 23 ] |
| 2007 | Mistrzostwa Świata – WAKO Senior World Kickboxing Championships | Belgrad           | light contact | KS Piaseczno      | do 74 kg         | srebrny medal | [ 24 ] |
| 2007 | Mistrzostwa Polski Seniorów w Kick-boxingu                      | Kurzętnik         | light contact | KS Piaseczno      | do 74 kg         | złoty medal   | [ 24 ] |
| 2007 | Mistrzostwa Polski Seniorów w Kick-boxingu                      | Piaseczno         | full contact  | KS Piaseczno      | do 71 kg         | brązowy medal | [ 24 ] |
| 2008 | Mistrzostwa Polski Seniorów w Kick-boxingu                      | Piaseczno         | light contact | KS Piaseczno      | do 74 kg         | złoty medal   | [ 24 ] |
| 2008 | Puchar Świata – WAKO Kickboxing Worldcup                        | Segedyn           | light contact | KS Piaseczno      | do 74 kg         | złoty medal   | [ 24 ] |
| 2008 | Mistrzostwa Polski Seniorów w Kick-boxingu                      | Lublin            | full contact  | KS Piaseczno      | do 71 kg         | złoty medal   | [ 25 ] |
| 2008 | Otwarty Puchar Polski                                           | Węgrów            | light contact | KS Piaseczno      | do 74 kg         | brązowy medal | [ 24 ] |
| 2011 | Puchar Świata – WAKO Austrian Classics Kickboxing Worldcup      | Innsbruck         | kick-light    | Palestra Warszawa | do 75 kg         | złoty medal   | [ 26 ] |
| 2012 | Mistrzostwa Polski Seniorów w Kick-boxingu                      | Starachowice      | kick-light    | Palestra Warszawa | do 79 kg         | złoty medal   | [ 27 ] |
| 2013 | Mistrzostwa Polski Seniorów w Kick-boxingu                      | Kartuzy           | kick-light    | Palestra Warszawa | do 74 kg         | złoty medal   | [ 28 ] |
| 2013 | Mistrzostwa Świata – WAKO Senior World Kickboxing Championships | Antalya           | kick-light    | Palestra Warszawa | do 74 kg         | srebrny medal | [ 29 ] |
| 2014 | Mistrzostwa Polski Seniorów w Kick-boxingu                      | Ożarów Mazowiecki | kick-light    | Palestra Warszawa | do 74 kg         | złoty medal   | [ 30 ] |
| 2014 | Mistrzostwa Europy – WAKO Senior European Championships         | Maribor           | kick-light    | Palestra Warszawa | do 74 kg         | srebrny medal | [ 31 ] |
| 2015 | Mistrzostwa Świata – WAKO Senior World Championships            | Belgrad           | kick-light    | Palestra Warszawa | do 74 kg         | srebrny medal | [ 32 ] |
| 2016 | Mistrzostwa Polski Senior w Kickboxing-u                        | Kartuzy           | kick-light    | Palestra Warszawa | do 74 kg         | złoty medal   | [ 33 ] |

## Lista walk w kickboxingu (niepełna)
| Wynik     | Przeciwnik         | Rozstrzygnięcie       | Rozgrywki                                                         | Data       | Miejsce             | Uwagi                                       |
| --------- | ------------------ | --------------------- | ----------------------------------------------------------------- | ---------- | ------------------- | ------------------------------------------- |
| Wygrana   | Karol Kruzel       | Decyzja (jednogłośna) | FSC 3: Agoga Show                                                 | 19.09.2020 | Lębork              | Main Event                                  |
| Przegrana | Rafał Dudek        | KO                    | DSF Kickboxing Challenge 22                                       | 26.04.2019 | Nowy Sącz           |                                             |
| Wygrana   | Justin Doyle       | KO                    | Mecz międzypaństwowy „Enfusion: Ireland vs. Poland”               | 16.05.2015 | Dublin              | Kat. do 75 kg                               |
| Wygrana   | Łukasz Szulc       | N/A                   | Gala Kickboxingu Zawodowego „Guerrier Fight Night”                | 26.04.2014 | Ostrów Wielkopolski | Kat. do 71 kg                               |
| Przegrana | Nikolay Pusnjakovs | N/A                   | Międzynarodowa Gala Kickboxingu Zawodowego „Night of the Dragons” | 27.06.2009 | Józefów             | Walka o tytuł mistrza Polski. Kat. do 71 kg |

## Dyskografia
Albumy
| Rok  | Album                                                                | Pozycja na liście |
| Rok  | Album                                                                | POL               |
| ---- | -------------------------------------------------------------------- | ----------------- |
| 2005 | Wysokie loty (oraz Wigor) - Data: 26 września 2005 - Wydawca: Prosto | 26                |
| 2015 | Biało-czerwone serce - Data: 29 maja 2015 - Wydawca: Prosto          | 31                |
| 2022 | Przemiana - Data: 28 października 2022 - Wydawca: Label 789          | 20                |

Single
| Rok  | Tytuł                            | Certyfikat          | Album        |
| ---- | -------------------------------- | ------------------- | ------------ |
| 2005 | „To zbyt piękne...” (oraz Wigor) |                     | Wysokie loty |
| 2006 | „Hipnoza” (oraz Wigor)           |                     | Wysokie loty |
| 2022 | „Kryzysowa narzeczona”           | - ZPAV: złota płyta | Przemiana    |

Występy gościnne
| Album                                             | Rok  | Utwór | Źródło |
| ------------------------------------------------- | ---- | --- | ------ |
| Mor W.A. – Morwa drzewo                           | 2002 | „Zdrowe zmysły” (gościnnie: Juras, Zator)                                                                                           | [ 45 ] |
| DJ Decks – Mixtape Vol. 3                         | 2003 | „Nie ma rzeczy niemożliwych” (gościnnie: Zipera, Juras)                                                                             | [ 46 ] |
| WNB – Dowód odpowiedzialności                     | 2003 | „Mój gniew” (gościnnie: Ko1Fu, Juras)                                                                                               | [ 47 ] |
| Zipera – Druga strona medalu                      | 2004 | „To o tym, że...” (gościnnie: Juras)                                                                                                | [ 48 ] |
| WWO – Witam was w rzeczywistości                  | 2005 | „Wielcy bandyci” (gościnnie: Juras, Koras)                                                                                          | [ 49 ] |
| WSP – Wśród                                       | 2005 | „Ulica życiem tętni” (gościnnie: Juras, Łysy PGF)                                                                                   | [ 50 ] |
| Fu – Krew i dusza                                 | 2007 | „Gangsterskie fanaberie” (gościnnie: Czarny, Peja, Siwers, Juras)                                                                   | [ 51 ] |
| Mor W.A. – Uliczne Esperanto                      | 2007 | „Wiara naszą siłą” (gościnnie: Juras)                                                                                               | [ 52 ] |
| DJ Decks – Mixtape 4                              | 2008 | „A jednak” (gościnnie: Zipera, Juras)                                                                                               | [ 53 ] |
| DJ. B – Mixtape 2008                              | 2008 | „Nie oglądaj się za siebie” (gościnnie: Juras, Ero)                                                                                 | [ 54 ] |
| Firma – Przeciwko kurestwu i upadkowi zasad       | 2008 | „Chcesz czy nie” (gościnnie: Juras)                                                                                                 | [ 55 ] |
| Fundacja nr 1 – Poste Restante                    | 2009 | „Nie myśl sobie, że...” (gościnnie: Juras, Kazan)                                                                                   | [ 56 ] |
| DDK RPK – Raprodukcja: prawdy dotyk               | 2009 | „Pokusy” (gościnnie: Juras, Żary, Satyr)                                                                                            | [ 57 ] |
| Hemp Gru – Droga                                  | 2009 | „63 dni chwały” (gościnnie: Juras, Ras Luta)                                                                                        | [ 58 ] |
| Siwers, Tomiko – Ogień                            | 2010 | „Żeby życie miało smak” (gościnnie: Juras) „Tu i teraz” (gościnnie: Juras, Sylwia Dynek)                                            | [ 59 ] |
| Bezimienni – Co mnie nie zabije to mnie wzmocni   | 2011 | „Prości ludzie” (gościnnie: Juras, Kasia Moś)                                                                                       | [ 60 ] |
| Firma – Nasza broń to nasza pasja                 | 2011 | „Nasze życie” (gościnnie: Juras) | [ 61 ] |
| Wigor, Trojak – Synteza                           | 2011 | „Kontrasty” (gościnnie: Juras) | [ 62 ] |
| DJ. B, Szczur – Zaraza                            | 2013 | „Dom zły” (gościnnie: Pezet, Juras, Sokół) „Nie jestem tu od pouczania” (gościnnie: Wigor, Juras, Diox, Ten Typ Mes, Te-Tris, Pono) | [ 63 ] |
| DMK – Wolny                                       | 2013 | „Tonę” (gościnnie: Małach & Rufuz, Odie, Juras) „Tonę (Fabster Remix)” (gościnnie: Małach & Rufuz, Odie, Juras)                     | [ 64 ] |
| Kaen – Od kołyski aż po grób                      | 2012 | „Masz swój rozum” (gościnnie: Juras)                                                                                                | [ 65 ] |
| THS Klika – Dla dzielnic muzyka                   | 2014 | „Krótki żywot” (gościnnie: Juras)                                                                                                   | [ 66 ] |
| Kaen – Piątek 13-go                               | 2014 | „Spójrz w lustro” (gościnnie: Juras)                                                                                                | [ 67 ] |
| Lukasyno – Bard                                   | 2014 | „Wczoraj jak dziś” (gościnnie: Juras, Zeus)                                                                                         | [ 68 ] |
| Małach, Rufuz – Oryginał                          | 2014 | „Przestroga” (gościnnie: Juras) | [ 69 ] |
| Ostry – Cztery wiosny                             | 2014 | „Łatwiej” (gościnnie: Pih, Juras, Karol Chachurski)                                                                                 | [ 70 ] |
| Rozbójnik Alibaba, Jan Borysewicz – Bal maturalny | 2014 | „Amerykański sen” (gościnnie: Juras, KaeN)                                                                                          | [ 71 ] |
| Bosski Roman – Bang & Classic                     | 2016 | „Viva Polonia” (gościnnie: Juras, Pih)                                                                                              | [ 72 ] |

Kompilacje różnych wykonawców
| Album                             | Rok  | Utwór | Źródło |
| --------------------------------- | ---- | --- | ------ |
| Prosto Mixtape Deszczu Strugi     | 2006 | Sokół, Juras – „Ostatni moment” Małolat, WARD, Pono, Tadek, Boski, Juras, Roman, Wigor – „Jedziesz 2" Juras, Pono – „Misterium 2"                                                                | [ 73 ] |
| Prosto Mixtape 600V               | 2010 | KaeN, Juras, ks. Rafał Praski – „Nie musisz być bogaty (Prosto Remix)” Elfue, KaeN, Doz, Koras, Sid, Młody Biały, Zdycha, Karlos, Sokół, Elvis, Jacol, Fu, Juras, Kowal – „U nas na śródmieściu” | [ 74 ] |
| Prosto Mixtape Kebs               | 2012 | VNM, Rak Raczej, Wężu, Juras, MadMajk, Diox, Brahu, Sokół, Pezet – „Życie wypisane na twarzy” Głowa, Brahu, Juras – „Za dużo widzę (Prosto Remix)”                                               | [ 75 ] |
| Prosto Mixtape IV                 | 2015 | Kafar, Juras, Lukasyno – „Wpierdol” Hades, Juras – „Gaz na ulicach” | [ 76 ] |
| Drużyna Mistrzów 4: Moc Motywacji | 2016 | Juras, Bosski Roman – „Współczesny Patriota” | [ 77 ] |

## Teledyski
| Tytuł | Rok  | Reżyseria/Realizacja | Album                                   | Źródło |
| --- | ---- | -------------------- | --------------------------------------- | ------ |
| „Hipnoza” (oraz Wigor)                                                                                                | 2006 | –                    | Wysokie loty                            | [ 78 ] |
| „To zbyt piękne” (oraz Wigor, gośc. Miodu)                                                                            | 2006 | –                    | Wysokie loty                            | [ 79 ] |
| „Zabijamy ciszę” (oraz Wigor)                                                                                         | 2007 | Wigor                | Wysokie loty                            | [ 80 ] |
| „Mam dość” | 2015 | Oesvidyo             | Biało-czerwone serce                    | [ 81 ] |
| „Światła miasta” | 2015 | VandalGraphx         | Biało-czerwone serce                    | [ 82 ] |
| „Sprzedawcy farmazonów”                                                                                               | 2016 | 9Liter Filmy         | Biało-czerwone serce                    | [ 83 ] |
| Gościnnie |      |                      |                                         |        |
| Kaen – „Masz swoj rozum” (gościnnie: Juras)                                                                           | 2012 | Michał Wilk          | Od kołyski aż po grób                   | [ 84 ] |
| DJ. B, Szczur – „Dom zły” (gościnnie: Sokół, Pezet, Juas)                                                             | 2013 | Krzysztof Kiziewicz  | Zaraza                                  | [ 85 ] |
| Bosski Roman – „Viva Polonia” (gościnnie: Juras, Pih)                                                                 | 2016 | Tom Niemiec          | Bang & Classic                          | [ 72 ] |
| Inne |      |                      |                                         |        |
| Kali, Juras, WARD, Pono, Jedker, Dragon Davy, Miodu – „Deszczu Strugi Mix”                                            | 2008 | –                    | Promo-mix Prosto Mixtape Deszczu Strugi | [ 86 ] |
| Elfue, Kaen, Doz, Koras, Sid, Młody B, Zdycha, Karlos, Sokół, Elvis, Jacol, Fu, Juras, Kowal – „U nas na śródmieściu” | 2010 | Wal&Gura             | Prosto Mixtape 600V                     | [ 87 ] |

## Życie prywatne
W 2006 został absolwentem Chrześcijańskiej Akademii Teologicznej na kierunku pedagogika religijna i etyka. W 2012 roku raper, wraz z takimi wykonawcami jak Pjus, Tadek, PIH, czy Lukasyno znalazł się w honorowym komitecie poparcia Marszu Niepodległości.
27 lipca 2019 ożenił się z Anną Wasowską (świadkami na ślubie był Wojciech „Sokół” Sosnowski z partnerką Katarzyną Porycką). 12 listopada 2019 urodził im się syn Orion.